# سیارک ۳۹۴۳
سیارک ۳۹۴۳ (به انگلیسی: 3943 Silbermann، نامگذاری:1981RG1) سه هزار و نهصد و چهل و سومین سیارک کشف شده‌است که در ۳ سپتامبر ۱۹۸۱ کشف شد.
قدر مطلق سیارک برابر ۱۴٫۲۰ است.